# بارنی فیلیپس
بارنی فیلیپس (انگلیسی: Barney Phillips؛ ‏ ۲۰ اکتبر ۱۹۱۳ – ۱۷ اوت ۱۹۸۲) بازیگر اهل ایالات متحده آمریکا بود. وی در جریان جنگ جهانی دوم به نیروی زمینی ایالات متحده آمریکا پیوست و در سپاه سیگنال ارتش ایالات متحده خدمت کرد.
از فیلم‌ها یا برنامه‌های تلویزیونی که وی در آن نقش داشته‌است، می‌توان به کسی دختر مرا دیده؟، دانه‌های شن، روبی جنتری، همسر اوهارا و برنامه‌ریزی برای جنایت اشاره کرد.